# کرستن (واشینگتن)
کرستن (به انگلیسی: Creston) یک منطقهٔ مسکونی در ایالات متحده آمریکا است که در شهرستان لینکلن، واشینگتن واقع شده‌است. کرستن ۱٫۰۷ کیلومتر مربع مساحت و ۲۳۶ نفر جمعیت دارد و ۷۴۴ متر بالاتر از سطح دریا واقع شده‌است.